# بایارد (کانزاس)
بایارد (به انگلیسی: Bayard) یک منطقهٔ مسکونی در ایالات متحده آمریکا است که در شهرستان آلن، کانزاس واقع شده‌است. بایارد ۳۱۱ متر بالاتر از سطح دریا واقع شده‌است.